# SC Bettembourg
SC Bettembourg – luksemburski klub piłkarski mający swoją siedzibę w Bettembourgu. Występuje w Éierepromotioun, drugim najwyższym szczeblu piłkarskim w Luksemburgu.

## Historia
SC Bettembourg został założony 20 października 1927. W sezonie 1947/1948 zadebiutowali w Éierendivisioun, zajęli wówczas przedostatnie miejsce i spadli z ligi. Do Nationaldivisioun wrócili w sezonie 1972/1973, jednak spadli z niej zajmując ostatnie miejsce. W sezonie 2023/2024 zajęli pierwsze miejsce w Éierepromotioun i po ponad 50-ciu latach awansowali na najwyższy poziom rozgrywkowy.

## Stadion
SC Bettembourg rozgrywa swoje mecze na Stade Municipal de Bettembourg.

## Skład
Stan na 8 listopada 2024
| Nr | Poz. | Piłkarz                  |
| -- | ---- | ------------------------ |
| 1  | BR   | Maikel Antunes           |
| 3  | OB   | David Mendes da Silva    |
| 4  | OB   | Corentin Baudry          |
| 7  | NA   | Noah Kehli               |
| 8  | PO   | Maxime Goncalves         |
| 9  | NA   | Leonel Gomes             |
| 10 | NA   | Quissumgo Maconda        |
| 11 | OB   | Teddy Bernardo           |
| 12 | OB   | Joaozinho Wilfried Gomes |
| 13 | PO   | Loïc Muller              |
| 17 | OB   | Hearvin Djetou           |
| 20 | OB   | Benjamin Paris           |
| 21 | PO   | Abdoul Aziz Kaboré       |
| 22 | PO   | Donovan Bonet            |

| Nr | Poz. | Piłkarz                           |
| -- | ---- | --------------------------------- |
| 23 | PO   | Jordi Merino                      |
| 25 | NA   | Bigen Yala Lusala                 |
| 27 | NA   | Souhail Labyad                    |
| 33 | OB   | Joshua Nadeau                     |
| 57 | OB   | Romário                           |
| 77 | PO   | Ricardo Couto Pinto               |
| 83 | BR   | Leonardo Silvestre                |
| 88 | PO   | Andre Moreira                     |
| 99 | BR   | Boris Bassene                     |
|    | OB   | Ruben Costa Da Silva              |
|    | PO   | Fabrizio Amaury Mendonça Monteiro |
|    | PO   | Dylan Ribeiro                     |
|    | NA   | Roberto Gomes                     |